# ニュースの景色
『ニュースの景色』（ニュースのけしき）は、2024年4月1日から2025年3月31日までラジオ関西で毎週月曜 - 金曜 12:00 - 12:30（日本標準時）に放送されていた報道番組。

## 概要
ラジオ関西では、2024年度に早朝から日中にかけての時間帯を中心に大規模な番組改編を行い、それまで16:30 - 17:35に放送していた『ニュースタイムライン』を昼の時間帯に移動した上で番組タイトルも変更する形で、文化放送製作の『ランチタイムニュース』をフロート番組として内包して、放送を開始した。
この番組では、その時間までに入っている全国ニュース、京阪神を中心とした関西のローカルニュース、取材レポートを送る。
2025年3月31日をもって終了し、4月1日から『ランチタイムニュース』を再び単独枠で放送し、そのあと12:15まで『神戸新聞NEXT新着ピックアップ』を放送する。

## 進行役
- 月曜：木谷美帆（フリーアナ）
- 火曜・水曜・木曜：佐藤淳（ラジオ関西報道部ニュースデスク）
  - なお木曜についてはいつからは不明だが中尾孝作（オフィスキイワードのフリーアナ）が担当していた。
- 金曜：古田彰満（同上）

## 番組内容
（出典：）
- 12:00 - 12:08：『ランチタイムニュース』
- 12:08 - 12:10：ラジオ関西交通情報
- 12:10頃
  - 月曜のみ：週間まなびーピックアップ・パトロールニュース
  - 他の曜日：神戸新聞NEXT新着ピックアップ（当日夕刊、神戸新聞の電子版に収録されるローカルニュース）